# El niño invisible
El niño invisible és una pel·lícula espanyola d'aventures infantils dirigida el 1995 per Rafael Moleón Gavilanes rodada a Talamanca de Jarama i protagonitzada pel grup musical infantil Bom Bom Chip. Va comptar amb un pressupost de 600 milions de pessetes, però fou un fracàs de taquilla.

## Argument
Cinc amics trobar una misteriosa pedra durant una visita a unes excavacions arqueològiques i protagonitzen un viatge increïble a l'edat mitjana. En el seu camí s'hauran d'enfrontar a estranys personatges com el malvat Aurobindo i l'alquimista Cornelio.

## Repartiment
- Sergio Martín ...	Sergio
- Jose Luis Cid de Rivera	...	Jose Luis
- Estela Sala ...	Estela
- Cristina Hervás...	Cristina
- Rebeca Marcos ...	Rebeca
- Chete Lera...	Aerobindo
- Gary Piquer...	Cornelio
- Lidia San José...	Lio
- Laura Cepeda... Mare de Sergio
- Joaquín Climent... Max
- Carlos Kaniowsky...	Morelli

## Nominacions i premis
El 1995 Juan Ramón Molina, Juan Tomicic i Manuel Horrillo foren nominats al Goya als millors efectes especials.